# Ambierle
Ambierle est une commune française située dans le département de la Loire, en région Auvergne-Rhône-Alpes.

## Géographie

### Climat
Pour des articles plus généraux, voir Climat d'Auvergne-Rhône-Alpes et Climat de la Loire.
En 2010, le climat de la commune est de type climat des marges montargnardes, selon une étude du Centre national de la recherche scientifique s'appuyant sur une série de données couvrant la période 1971-2000. En 2020, Météo-France publie une typologie des climats de la France métropolitaine dans laquelle la commune est exposée à un climat de montagne ou de marges de montagne et est dans une zone de transition entre les régions climatiques « Centre et contreforts nord du Massif Central » et « Nord-est du Massif Central ».
Pour la période 1971-2000, la température annuelle moyenne est de 10,7 °C, avec une amplitude thermique annuelle de 16,5 °C. Le cumul annuel moyen de précipitations est de 878 mm, avec 10,9 jours de précipitations en janvier et 7,7 jours en juillet. Pour la période 1991-2020, la température moyenne annuelle observée sur la station météorologique de Météo-France la plus proche, « Saint-Nicolas », sur la commune de Saint-Nicolas-des-Biefs à 10 km à vol d'oiseau, est de 8,2 °C et le cumul annuel moyen de précipitations est de 1 387,2 mm,. Pour l'avenir, les paramètres climatiques de la commune estimés pour 2050 selon différents scénarios d'émission de gaz à effet de serre sont consultables sur un site dédié publié par Météo-France en novembre 2022.

## Urbanisme

### Typologie
Au 1er janvier 2024, Ambierle est catégorisée commune rurale à habitat dispersé, selon la nouvelle grille communale de densité à sept niveaux définie par l'Insee en 2022.
Elle est située hors unité urbaine. Par ailleurs la commune fait partie de l'aire d'attraction de Roanne, dont elle est une commune de la couronne,. Cette aire, qui regroupe 88 communes, est catégorisée dans les aires de 50 000 à moins de 200 000 habitants,.

### Occupation des sols
L'occupation des sols de la commune, telle qu'elle ressort de la base de données européenne d’occupation biophysique des sols Corine Land Cover (CLC), est marquée par l'importance des territoires agricoles (67 % en 2018), une proportion sensiblement équivalente à celle de 1990 (67,5 %). La répartition détaillée en 2018 est la suivante : 
prairies (40,7 %), forêts (25,2 %), zones agricoles hétérogènes (23,6 %), zones urbanisées (7,8 %), terres arables (1,8 %), cultures permanentes (0,9 %). L'évolution de l’occupation des sols de la commune et de ses infrastructures peut être observée sur les différentes représentations cartographiques du territoire : la carte de Cassini (XVIIIe siècle), la carte d'état-major (1820-1866) et les cartes ou photos aériennes de l'IGN pour la période actuelle (1950 à aujourd'hui).

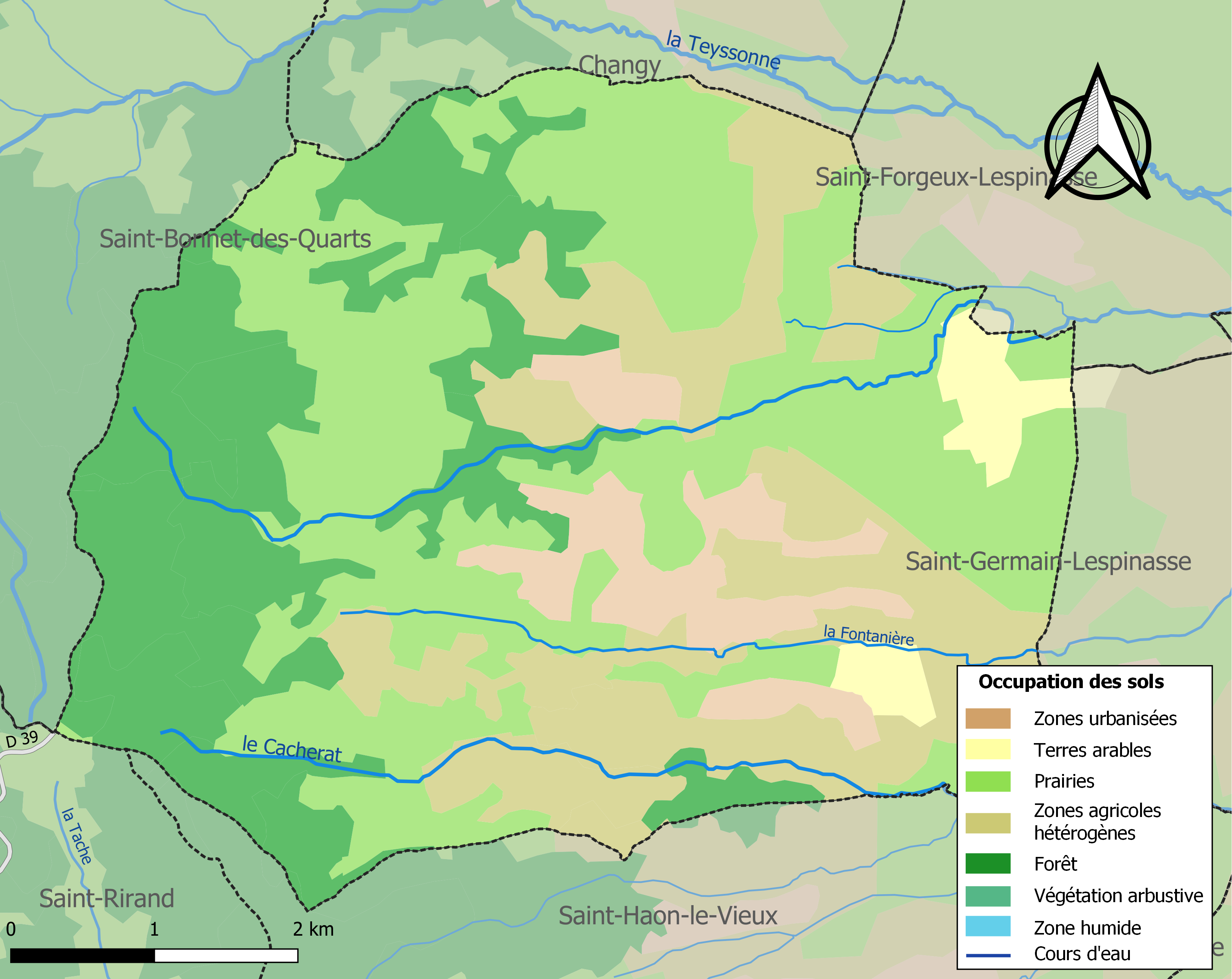
Carte des infrastructures et de l'occupation des sols de la commune en 2018 (CLC).

## Toponymie
Ambierle est transcrit Amberta et également Ambirliacus au Moyen Âge. Amberta, attesté en 949, serait formé du gaulois ambe « de part et d'autre » et rito « gué » (Cf. Toponymie d'Ambert).

## Histoire

### De l'époque gallo-romaine à la Révolution
Ambierle semble avoir été la capitale de la tribu des Ambluaretis à l'époque romaine. Des fouilles réalisées par Alice et Louis Taverne en 1935 ont mis en mis en évidence les substructions d'une « villa ». Par ailleurs de nombreux objets gallo-romains ont été découverts lors de la culture des vignes.
Fondée au haut Moyen Âge par des Bénédictins (moines noirs) entre le VIIe siècle et le IXe siècle, l'abbaye d'Ambierle est dédiée à Saint-Martin. Le premier document qui atteste de ce monastère (Ecclesia de Amberta in honore Sancti Martini consecrata) date de 902 par l'empereur Louis l'Aveugle (fils de Boson roi de Provence). Odon, abbé de Cluny, se fait remettre en 938 l'abbaye alors qu'elle se trouve dans les mains de deux laïcs. Elle sera réduite au rang de prieuré en 1101 par saint Hugues (sixième abbé de Cluny) comme l'abbaye de Charlieu l'avait été précédemment.
L'église est reconstruite par saint Odilon entre 962 et 1048. Il fait bâtir l’église romane pour remplacer une église plus ancienne. D'après l'historien local Jean-Marie de la Mure (1615-1675), saint Odilon, cinquième abbé de Cluny, aurait été l'abbé direct de l'abbaye d'Ambierle en l'an 1038.
Même placés sous l'autorité de Cluny, les prieurs n'en exercent pas moins un certain nombre de prérogatives, dont la signature d'une charte avec les habitants, en 1383, charte passée par le prieur Étienne Tachon dont l'original est archivé aux archives nationales, une copie est accessible à la Diana ainsi qu'au Musée Alice Taverne (traduite en français).
À la fin de la guerre de Cent Ans, vers 1441, un incendie détruit en grande partie le prieuré et l'église (sauf les deux chapelles latérales). Antoine de Balzac d'Entragues entreprend la reconstruction et c'est à lui que l'on doit le style gothique flamboyant des bâtiments. Les armes du prieur figurent sur les voutes, vitraux et sur le mobilier. Il n'hésite pas à utiliser sa cagnotte personnelle pour doter l'église des plus beaux arts décoratifs, comme les vitraux. Antoine de Balzac d'Entragues sera nommé évêque de Die et de Valence en 1474, et sera le prieur d'Ambierle entre 1435 et 1491. Ainsi en 1490 le roi Charles VIII sera reçu à Ambierle pour une rencontre avec Pierre II, duc de Bourbon.
Vers 1494, Antoine de Chabannes succède à Antoine de Balzac d'Entragues ; en 1514 il devient évêque du Puy et de ce fait il ne réside presque plus à Ambierle. L'établissement est ainsi dirigé, à partir du XVIe siècle, par des prieurs commendataires de moins en moins résidents, et des sous-prieurs ou prieurs claustraux. En 1538 c'est Charles de Boucé qui est nommé prieur. Parmi les prieurs commanditaires du XVIIe siècle figurent : Jacques Nicholas Colbert (second fils de Jean-Baptiste Colbert, contrôleur général des finances) et Paul Tallemant le Jeune (1642-1712 ; cousin de François Tallemant l'Aîné et de Gédéon Tallemant des Réaux)
Au XVIIe siècle, l'église paroissiale saint-Nizier est en ruine, les offices se déroulent donc dans l'église prieurale, mais la communauté a des différends avec les religieux et lance la reconstruction d'une nouvelle église paroissiale saint-Nizier. Le clocher (tour carrée massive) sera quant à lui élevé au siècle suivant. Quatre cloches furent bénies en 1891, la cinquième est plus ancienne. Les cloches précédentes ont  été refondues pendant la Révolution. Les cinq cloches sont harmonisées et permettent l'utilisation d'un carillon à traction manuelle. Le clocher saint-Nizier sonne encore aujourd'hui l'angélus et les offices religieux qui se tiennent dans l'église Saint Martin. Il est affecté au culte.
En 1746, le couvent est détruit par un incendie, mais l'église Saint-Martin échappe au sinistre. En 1753 la décision de reconstruire est prise sous l'autorité du prieur de La Rochefoucauld de Magnac ; les nouveaux bâtiments seront achevés en 1757. Les moines réintègrent un nouveau logis moderne et confortable. Les bâtiments en façade sont de cette époque. On connaît le nom de l'architecte qui a effectué les travaux, il s’agit de Cavestia.
À la veille de la Révolution, sept moines occupent les lieux.

### De la Révolution à nos jours
À la fondation des cantons (1790), Ambierle est nommé chef-lieu du canton regroupant les communes de : Noailly ; Saint-Bonnet-des-Quarts ; Saint-Forgeux-Lespinasse et Saint-Germain-Lespinasse dans le département de Lyonnais-Forez-Beaujolais, bientôt appelé Rhône-et-Loire. Les arrêtés des 15 et 27 brumaire an X (1801) modifièrent les districts et les cantons ne devinrent que des divisions policières et judiciaires des justices de paix. À ce moment-là, le canton d’Ambierle fut supprimé et réuni, en grande partie, à celui de Saint-Haon-le-Châtel.
À la liquidation des biens du prieuré, la commune conserve l'église et la maison prieurale en se heurtant à l'hostilité du dernier prieur commendataire, Jean-Baptiste François de la Rochefoucauld de Magnac (prieur à partir de 1753). Cette résistance aux changements de la Révolution lui vaudra d'être arrêté le 21 juillet 1793 et déporté en Guyane. Quant au dernier prieur claustral (Jean-Gabriel d'Almaric), il sera emprisonné à Roanne.
Le prieuré d'Ambierle aura ainsi dépendu de l'abbaye de Cluny durant plus de 850 ans.
Durant le XIXe siècle, une partie des bâtiments est divisée et revendue à des particuliers. Le cuvage du prieuré est converti en maison. La commune attribue de nouvelles fonctions aux bâtiments qui lui appartiennent : mairie (1854), école de filles (1881), asile (1881).
En 1882, l’apparence du prieuré connaît un grand bouleversement avec le percement des fortifications Est et la création d’une nouvelle route vers la commune de Saint-Bonnet-des-Quarts. Un fort mur de soutènement est construit à l'avant du prieuré.
À  partir des années 60, les municipalités, aidées par la Région et le Département, restaurent progressivement l’église et le prieuré : réfection du toit et de ses tuiles vernissées ainsi que de l’intérieur de l’église.
Depuis 1909, la commune était desservie par le « tacot », chemin de fer à voie étroite, avec locomotives à vapeur (ligne Pouilly - Ambierle ; cf. le site Inventaires ferroviaires). Le 15 mai 1933, l'autobus d’Ambierle remplaça le « tacot » de Renaison pour le transport des voyageurs. Le train continua pour le transport des marchandises jusqu'en novembre 1938, où il disparut définitivement.
Depuis le 1er janvier 2013, la communauté de communes de la Côte roannaise dont faisait partie la commune s'est intégrée à la communauté d'agglomération Grand Roanne Agglomération.
Le prieuré d'Ambierle participe, avec 7 autres sites religieux de la Loire, de la candidature en série portée à l'Unesco par la Fédération européenne des sites clunisiens.

## Blasonnement
| Blason | Blasonnement : Parti : au 1er de gueules à quatre merlettes d'argent, celle du chef à dextre disparaissant sous un franc-canton d'hermine ; au 2e d'azur à trois flanchis d'argent, accompagné d'un écusson de gueules à la croix d’argent en cœur et au chef d’or chargé de trois flanchis de sable. |

## Économie
La commune est le siège depuis 1952 de l'usine Mondelin (fabrication d'outillage à main pour artisans du bâtiment); groupe familial ayant rejoint  Novalia (MOB + Mondelin, tous deux dans la Loire) en 2014.

## Politique et administration
Il n'y avait qu'une liste aux élections municipales de 2014, représentée par Mme Raymonde Brette (née Mauge) (DVD). Le taux de participation était de 57,76 %.

## Démographie
Les habitants sont appelés les Ambierlois.
L'évolution du nombre d'habitants est connue à travers les recensements de la population effectués dans la commune depuis 1793. Pour les communes de moins de 10 000 habitants, une enquête de recensement portant sur toute la population est réalisée tous les cinq ans, les populations de référence des années intermédiaires étant quant à elles estimées par interpolation ou extrapolation. Pour la commune, le premier recensement exhaustif entrant dans le cadre du nouveau dispositif a été réalisé en 2005.

En 2022, la commune comptait 1 877 habitants, en évolution de −1,47 % par rapport à 2016 (Loire : +1,32 %, France hors Mayotte : +2,11 %).
| 1793  | 1800  | 1806  | 1821  | 1831  | 1836  | 1841  | 1846  | 1851  |
| ----- | ----- | ----- | ----- | ----- | ----- | ----- | ----- | ----- |
| 2 100 | 2 255 | 1 980 | 1 697 | 1 781 | 1 734 | 2 032 | 2 032 | 1 982 |

| 1856  | 1861  | 1866  | 1872  | 1876  | 1881  | 1886  | 1891  | 1896  |
| ----- | ----- | ----- | ----- | ----- | ----- | ----- | ----- | ----- |
| 1 992 | 1 995 | 1 997 | 1 992 | 2 267 | 2 340 | 2 483 | 2 563 | 2 577 |

| 1901  | 1906  | 1911  | 1921  | 1926  | 1931  | 1936  | 1946  | 1954  |
| ----- | ----- | ----- | ----- | ----- | ----- | ----- | ----- | ----- |
| 2 370 | 2 278 | 2 059 | 1 764 | 1 729 | 1 656 | 1 649 | 1 556 | 1 523 |

| 1962  | 1968  | 1975  | 1982  | 1990  | 1999  | 2005  | 2006  | 2010  |
| ----- | ----- | ----- | ----- | ----- | ----- | ----- | ----- | ----- |
| 1 486 | 1 455 | 1 422 | 1 592 | 1 763 | 1 728 | 1 813 | 1 811 | 1 805 |

| 2015  | 2020  | 2022  | - | - | - | - | - | - |
| ----- | ----- | ----- | - | - | - | - | - | - |
| 1 896 | 1 898 | 1 877 | - | - | - | - | - | - |

## Culture locale et patrimoine

### Lieux et monuments
Ambierle fait partie des sites clunisiens et adhère à la Fédération des Sites Clunisiens.
- Le prieuré d'Ambierle, originellement une abbaye bénédictine, a été reconstruit au XVe siècle par le prieur Antoine de Balzac d'Entragues. Il présente une toiture de tuiles polychromes vernissées de style bourguignon. Inscrit monument historique le 12 mai 1975[19]. Pour sa part, l'église abbatiale, aujourd'hui paroissiale, Saint-Martin d'Ambierle, fut classée monument historique dès 1840[19]. Elle renferme de magnifiques stalles en bois sculpté, des vitraux du XVe siècle et surtout un exceptionnel retable de la passion également du XVe siècle, lui aussi classé[20],[21]. Le retable a été offert au prieuré par Michel de Chaugy, d'une famille originaire du Forez, officier de la cour de Bourgogne, après sa mort en 1479. Un fragment de texte aujourd'hui disparu mais relevé en 1665 donnait la date de la dédicace du retable : 1466. Il a donc été réalisé avant cette date, probablement entre 1460 et 1463, d'après la coupe de cheveux imposée par le duc de Bourgogne Philippe le Bon à ses officiers à la suite d'une maladie, en 1460. L'auteur des peintures est anonyme par manque de documents (les œuvres de cette époque n'étaient pratiquement jamais signées). Leur style est très proche de celles du retable du Jugement dernier de Beaune, dues à Rogier van der Weyden, mais on n'a pas de preuve décisive qu'il en soit lui-même l'auteur, en dehors de la proximité de Michel de Chaugy avec Rogier van der Weyden entre 1460 et 1463. Les parties sculptées sont également dues à un atelier flamand. Les personnages peints sont Michel de Chaugy, et son père, Jean de Chaugy, son épouse, Laurette de Jaucourt, et sa mère, Guillemette de Montagu.

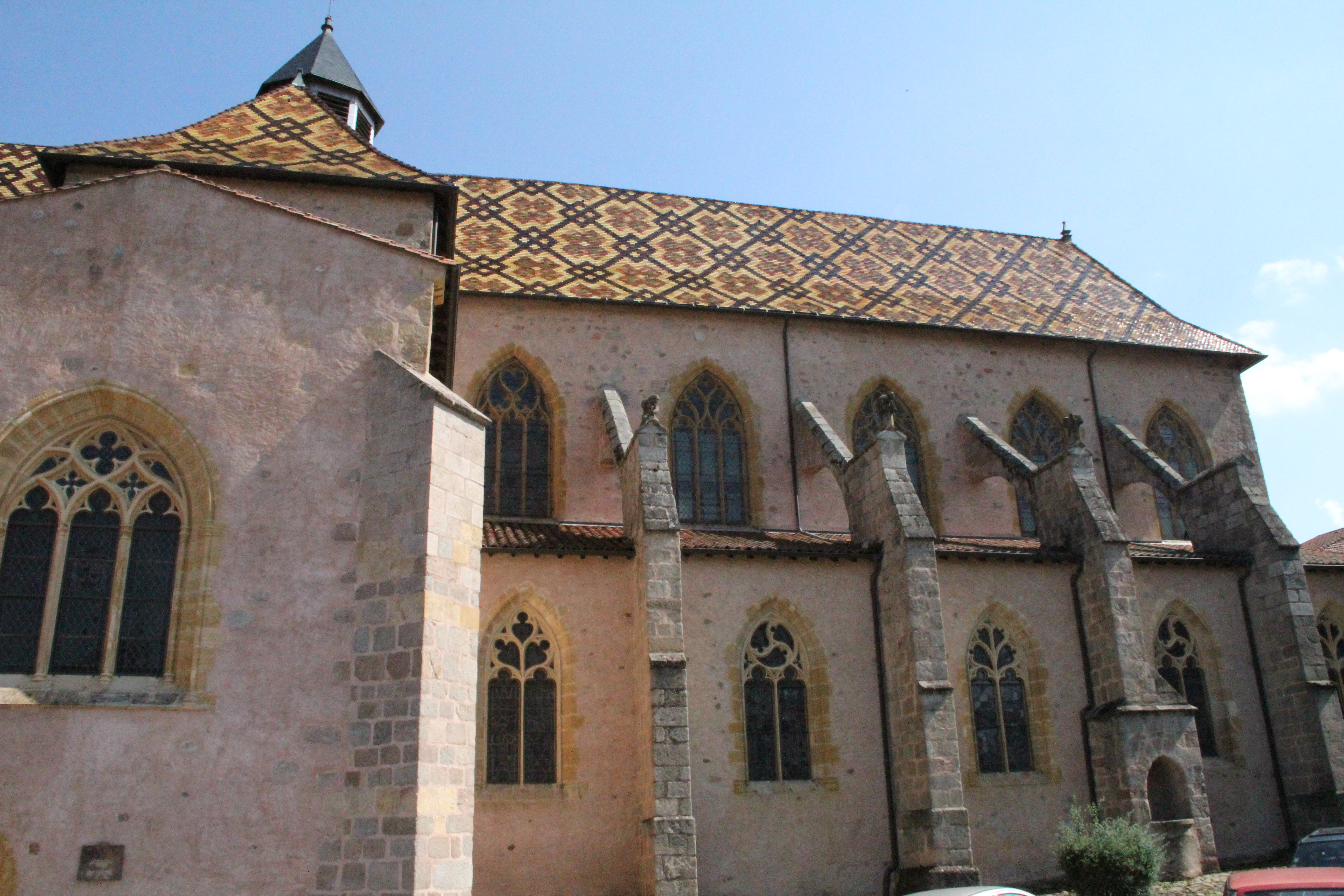
Prieuré Saint-Martin.
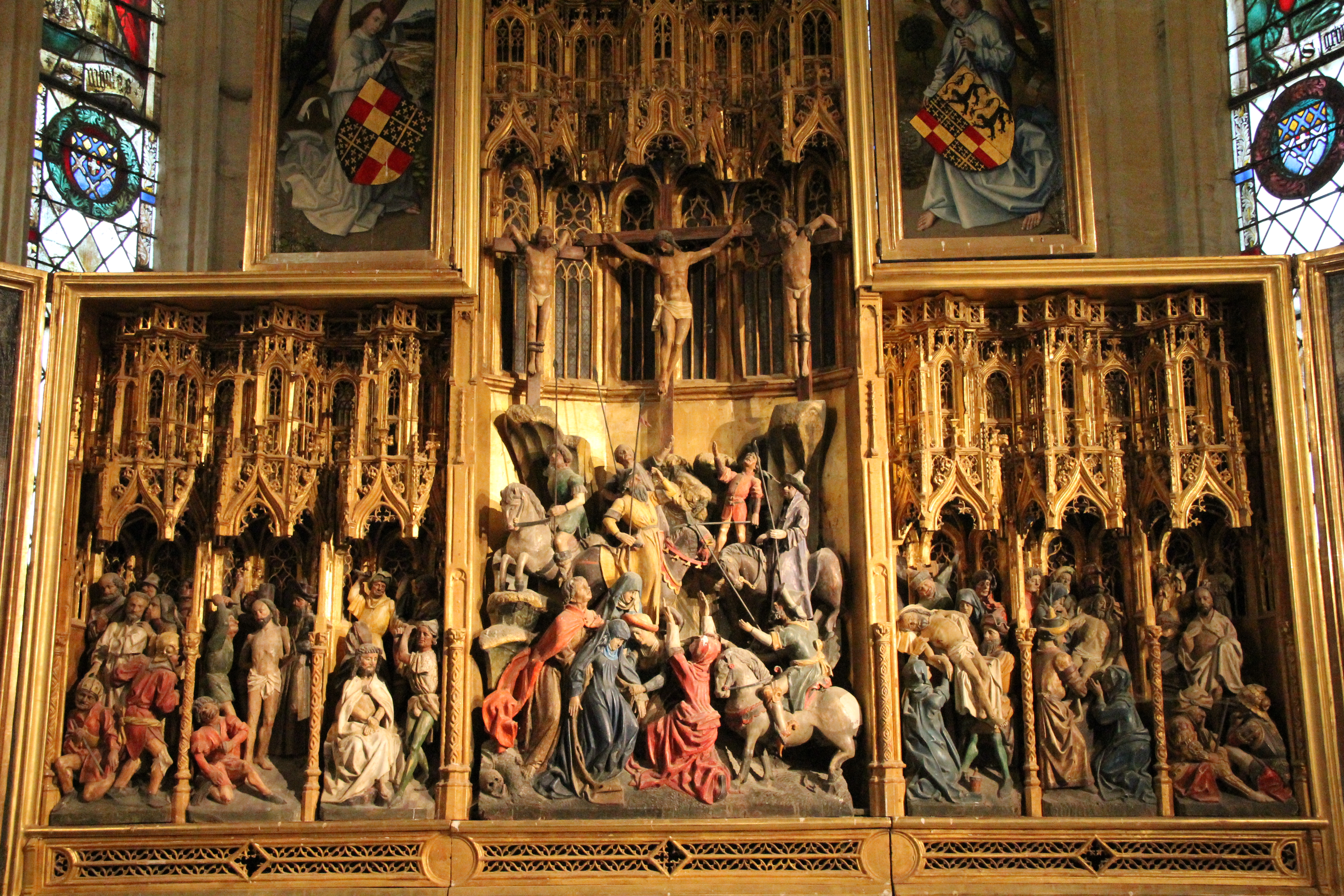
Retable.
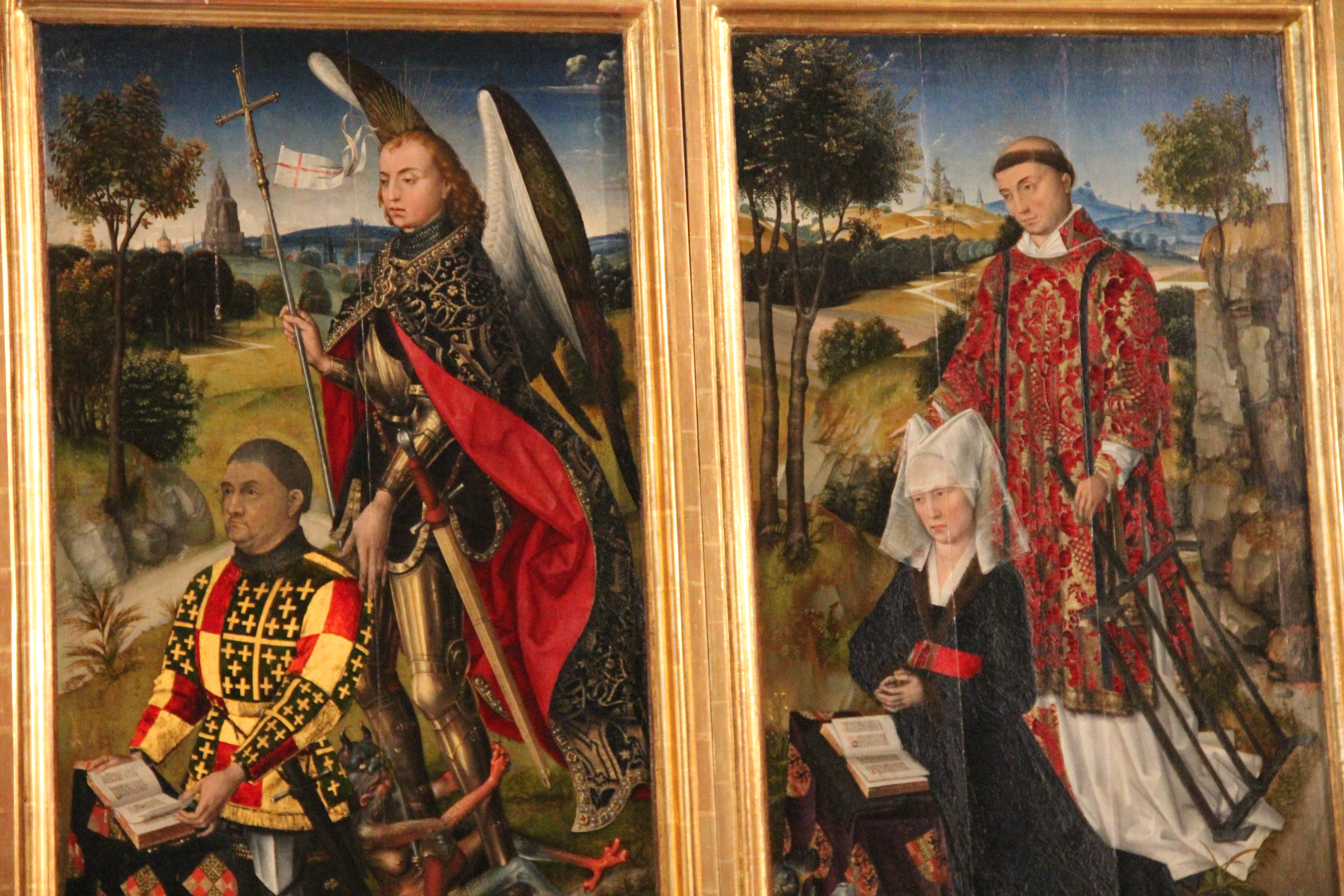
Michel de Chaugy et Laurette de Jaucourt.
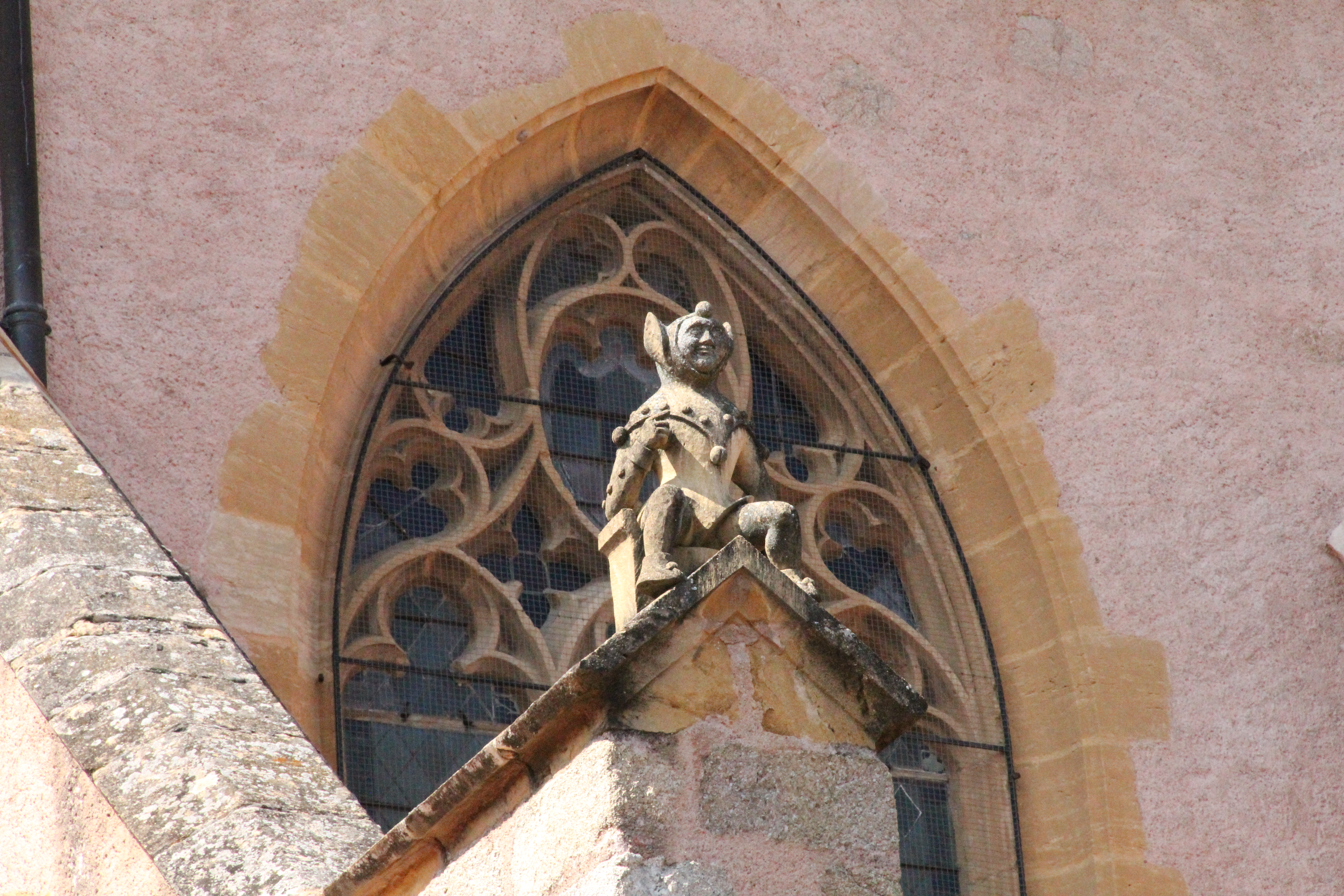
Détail de la façade.

- Le village possède aussi un musée de la vie quotidienne rurale de 1840 à 1940 : le musée Alice-Taverne[22].

Le musée Alice-Taverne est un « Musée de France » au sens du code du patrimoine. Les collections ethnographiques réunies par Alice Taverne dès les années 1930 sont remarquables et ont été installées dans une maison de maître du XVIIIe siècle qui donne une atmosphère particulière à ce musée. Les reconstitutions d'intérieurs voulues par la créatrice ont été conservées et demeurent aujourd'hui des témoins de l'histoire de la muséographie. Les collections relevant majoritairement des arts décoratifs (mobilier, céramiques, costume), de l'art populaire, des sciences et techniques (géologie, outillages, machineries) sont complétées par un fonds d'archives issu d'enquêtes ethnographiques menées sur près d'un siècle et par un fonds d'art graphique (Jean Canard, Georges Daru, Guy Darodes). De plus, chaque année, une ou plusieurs expositions temporaires sont présentées au deuxième étage du musée.
- La commune abrite à l'embranchement de la route des Villards, un ancien tunnel, dans lequel circulait le « tacot », au début du XIXe siècle, entre Roanne et la Côte Roannaise, des Chemins de fer départementaux de la Loire. Ce tunnel de pierres, long de près de 180 mètres autrefois champignonnière, est aujourd'hui reconverti en salle de repos et de conservation pour la production des maîtres fromagers régionaux, la famille Mons.

### Évènements
- Marchés d'été : producteurs locaux de vin, fromage, charcuterie, miel et nombreux artisans d'art (tous les vendredis de juillet et d'août).
- Marchés du Livre : le 2e dimanche des mois de janvier, juin, septembre et octobre. Depuis 2006, premier village du livre de Rhône-Alpes, sixième en France[23]. Des bouquinistes, éditeurs et relieurs ont leur boutique dans le village. Un circuit de visite est proposé.
- Course cycliste féminine (nationale) : début juillet. Course cycliste des élus : début juillet).
- Brocantes : 14 juillet, 15 août.
- Fête d'été : dernière semaine d'août. Festival d'orgue.
- Gentleman d'Ambierle en octobre.
- Nombreux concerts classiques et modernes tout au long de l'année.
- Nombreuses expositions dans le hall de la mairie tout au long de l'année.
- Six représentations par la troupe théâtrale d'Ambierle.

### Personnalités liées à la commune
- Jean-Marie Odin (1800-1870), lazariste français, évêque de La Nouvelle-Orléans aux États-Unis.
- Alice Taverne (1904-1969), créatrice du musée d'ethnologie Musée de la Paysannerie et de l'Artisanat forézien, renommé Musée Alice Taverne.